# Joseph W. Gies

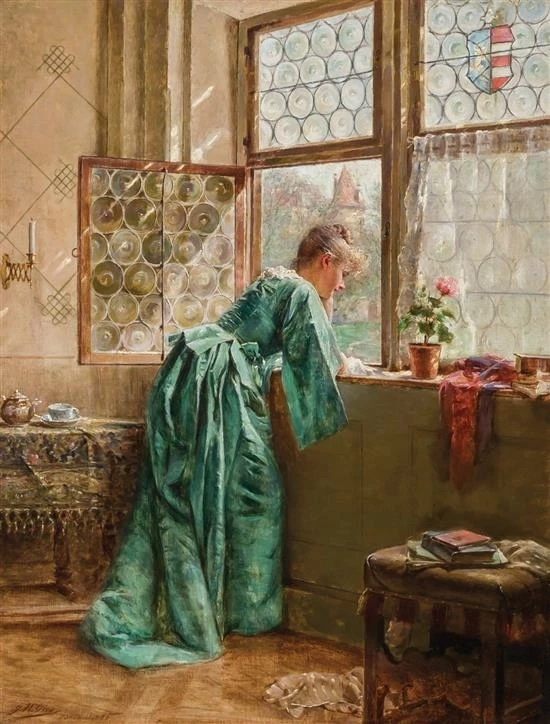
Joseph W. Gies: Frau am Fenster (1890)

Joseph W. Gies (* 1860 in Detroit, Michigan; † 1935 ebenda) war ein US-amerikanischer Maler und Kunstpädagoge. Er war eine wichtige Persönlichkeit in der Malerszene Detroits.

## Leben
Joseph Gies wurde 1860 in Detroit geboren und verbrachte den Großteil seines Lebens in dieser Region – abgesehen von seinen Studienaufenthalten bei William-Adolphe Bouguereau und Tony Robert-Fleury in Paris sowie an der Königlichen Akademie in München. Im Jahr 1890 wurde die Detroit Museum School gegründet. In diesem Jahr wurde Gies Mitglied der Malereifakultät. 1895 wurde der Art Club of Detroit gegründet und veranstaltete seine erste Jahresausstellung. An der Ausstellung, die eine Präsentation zeitgenössischer amerikanischer Künstler umfasste, waren Robert Hopkin, Joseph Gies und Francis Petrus Paulus beteiligt. Gezeigt wurden eine bedeutende lokale sowie amerikanische und europäische Gemälde, die von privaten Sammlern ausgeliehen wurden.
Im selben Jahr eröffneten Gies und Paulus die Detroit Fine Arts Academy. Nach Paulus' Rückkehr nach Europa übernahm der Porträtist John Palmer Wicker, der zusammen mit Joseph Gies an der Museum School unterrichtete, seinen Platz als Co-Direktor. Nach Joseph Gies' Eintritt in den Ruhestand im Jahr 1911 wurde die Fine Arts Academy in Wicker School of Fine Arts umbenannt.

## Werk
Joseph Gies ist vor allem für seine Landschafts- und Genrebilder bekannt, die häufig Szenen aus dem Mittleren Westen der USA zeigen. Sein realistisch geprägter Malstil zeigt Einflüsse der Münchner Schule und eine starke Betonung von Licht- und Schattenwirkung. Neben Ölgemälden fertigte er auch Aquarelle und Zeichnungen an.